# ديتريش فون مولر
ديتريش فون مولر (بالألمانية: Dietrich von Müller)‏ هو ضابط ألماني، ولد في 16 سبتمبر 1891 في مالتشو في ألمانيا، وتوفي في 3 يناير 1961 في هامبورغ في ألمانيا.